# 2006 WS195
2006 WS195, também escrito como 2006 WS195, é um objeto transnetuniano que está localizado no Cinturão de Kuiper, uma região do Sistema Solar. Este corpo celeste é classificado como um plutino, pois, o mesmo está em uma ressonância orbital de 2:3 com o planeta Netuno. Ele possui uma magnitude absoluta de 7,5 e tem um diâmetro estimado com 139 km.

## Descoberta
2006 WS195 foi descoberto no dia 24 de novembro de 2006.

## Órbita
A órbita de 2006 WS195 tem uma excentricidade de 0,234 e possui um semieixo maior de 39,275 UA. O seu periélio leva o mesmo a uma distância de 30,086 UA em relação ao Sol e seu afélio a 48,464 UA.